# Oriskany
Oriskany ist ein Ort im Oneida County im US-Bundesstaat New York mit 1400 Einwohnern (Volkszählung 2010). Er liegt etwa 10 Kilometer nordwestlich von Utica.

## Geschichte
Bekannt ist Oriskany durch die Schlacht von Oriskany, die 1777 hier stattfand.
Der Ort wurde 1811 gegründet. Ursprünglich führte der Eriekanal durch Oriskany, bis er im 19. Jahrhundert verlegt wurde.

## Wirtschaft
Daimler betreibt in Oriskany ein Werk für Omnibusse der Marke Orion. Unweit davon befindet sich der ehemalige Oneida County Airport, ein 2007 geschlossener Regionalflughafen.

## Verkehr
In unmittelbarer Nähe verlaufen die Interstate 90 und die NY Route 49.

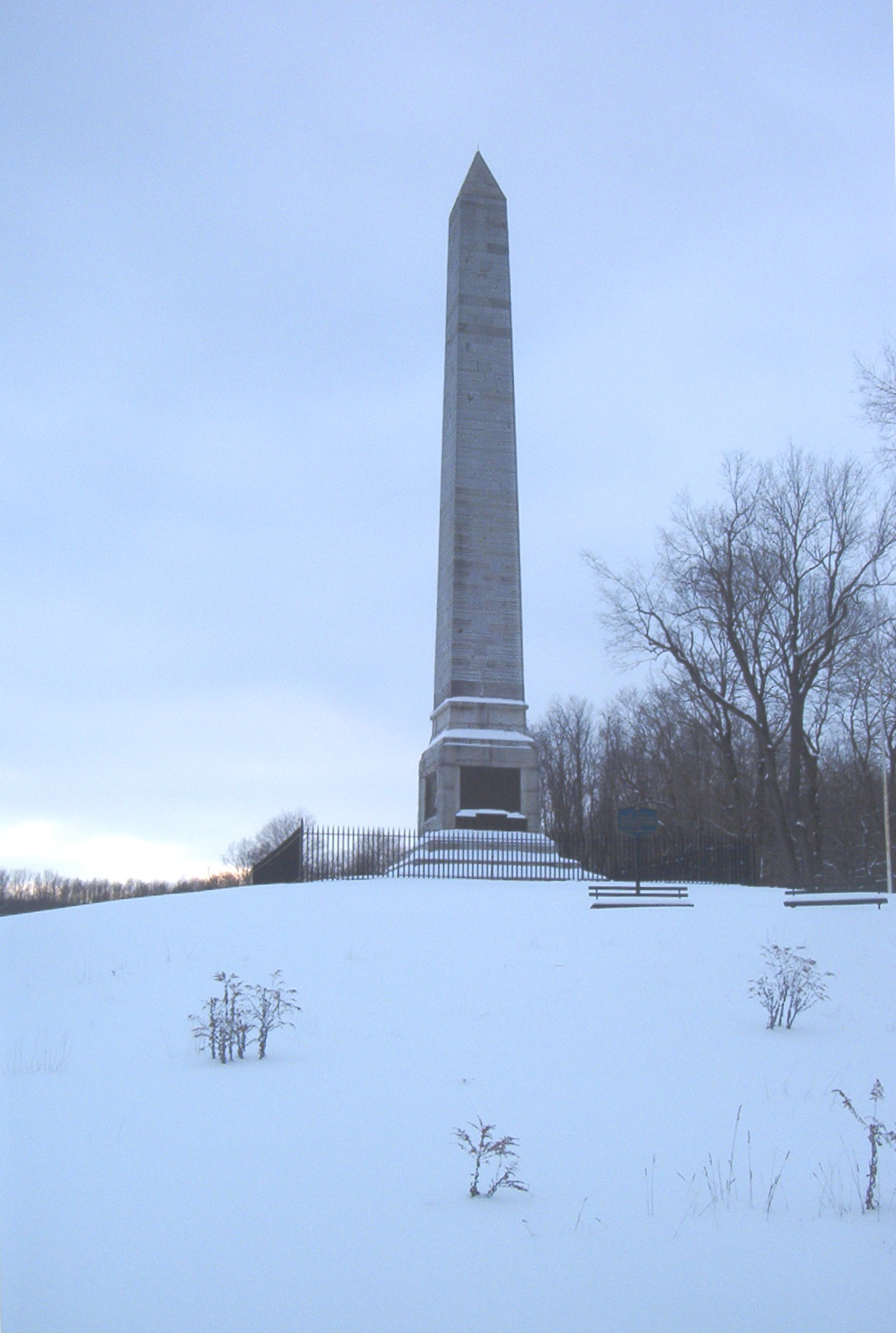
„Schlacht von Oriskany“-Denkmal